# 金曼縣 (堪薩斯州)
金曼縣（英語：Kingman County，簡稱KM）是美国堪薩斯州南部的一個縣，面積2,245平方公里。根據2020年美國人口普查，共有人口7,470人。縣治金曼（Kingman）。該縣成立於1872年2月29日，縣政府成立於1874年2月27日；縣名紀念堪薩斯州制憲會議成員、州最高法院首席法官塞繆爾·奧斯汀·金曼。